# Hongshan (socken i Kina, Yunnan)
Hongshan är en socken i Kina. Den ligger i provinsen Yunnan, i den sydvästra delen av landet, omkring 260 kilometer norr om provinshuvudstaden Kunming. Antalet invånare är 18 568. Befolkningen består av 8 351 kvinnor och 10 217 män. Barn under 15 år utgör 26,0 %, vuxna 15-64 år 66 %, och äldre över 65 år 7,0 %.
Genomsnittlig årsnederbörd är 1 022 millimeter. Den regnigaste månaden är juli, med i genomsnitt 230 mm nederbörd, och den torraste är december, med 5 mm nederbörd.